# Aldo Donelli
Aldo Teo "Buff" Donelli (22 de julio de 1907, Morga, Pensilvania - 9 de agosto de 1994, Fort Lauderdale, Florida) fue un futbolista, jugador y entrenador de fútbol americano de los Estados Unidos.

## Trayectoria

### Fútbol
Su primer equipo fue el Morgan F.C., un equipo originario de Pensilvania. Más tarde, probó suerte en el Cleveland Slavia en la temporada 1929-30. En 1934, jugó por varios meses en el Curry Silver Tops. En 1936 fichó por el Heidelberg SC, donde permaneció desde febrero hasta abril de dicho año. Por último, jugó por el Castle Shannon SC en marzo de 1938.
Es miembro de la National Soccer Hall of Fame desde 1954.

### Fútbol americano
Practicó el fútbol americano en la Universidad Duquesne, donde actuó como Halfback y punter. Luego, fue el entrenador de la misma universidad, registró 29 victorias, 4 derrotas y cuatro igualdades.
Entrenó a dos equipos de la National Football League, a los Pittsburgh Steelers en 1941 y a los Cleveland Rams en 1944. Más tarde, dirigió al equipo de la Universidad de Boston desde 1947 a 1956, registró 46 triunfos, 34 derrotas y 4 empates. Finalmente, fue el jefe de dicha discipilina de la Universidad de Columbia, sus números no fueron buenos, ya que acumuló 30 victorias, 76 derrotas y cuatro igualdades, permaneció desde 1957 a 1967.

## Selección nacional de fútbol
Jugó dos partidos con la selección estadounidense y anotó 5 goles. Disputó un Mundial en 1934. Donelli jugó el partido clasificatorio al Mundial de 1934 ante México en Roma, anotó un "Poker" en la victoria por 4-2, y participó en la derrota en primera fase ante Italia por 1-7 en el Mundial de aquel año y Donelli anotó el único tanto para los estadounidenses.

### Participaciones en Copas del Mundo
| Mundial                        | Sede   | Resultado    | PJ | Goles |
| ------------------------------ | ------ | ------------ | -- | ----- |
| Copa Mundial de Fútbol de 1934 | Italia | Primera fase | 1  | 1     |

## Clubes

### Fútbol
| Club              | País           | Año         |
| ----------------- | -------------- | ----------- |
| Morgan F.C.       | Estados Unidos | 1925        |
| Cleveland Slavia  | Estados Unidos | 1929 - 1930 |
| Curry Silver Tops | Estados Unidos | 1934        |
| Heidelberg SC     | Estados Unidos | 1936        |
| Castle Shannon SC | Estados Unidos | 1938        |

### Clubes dirigidos en el fútbol americano
- Duquesne (1939-1942)
- Pittsburgh Steelers (1941)
- Cleveland Rams (1944)
- Universidad de Boston (1947-1956)
- Columbia Lions football (1957-1967)